# دیوید آرمسترانگ

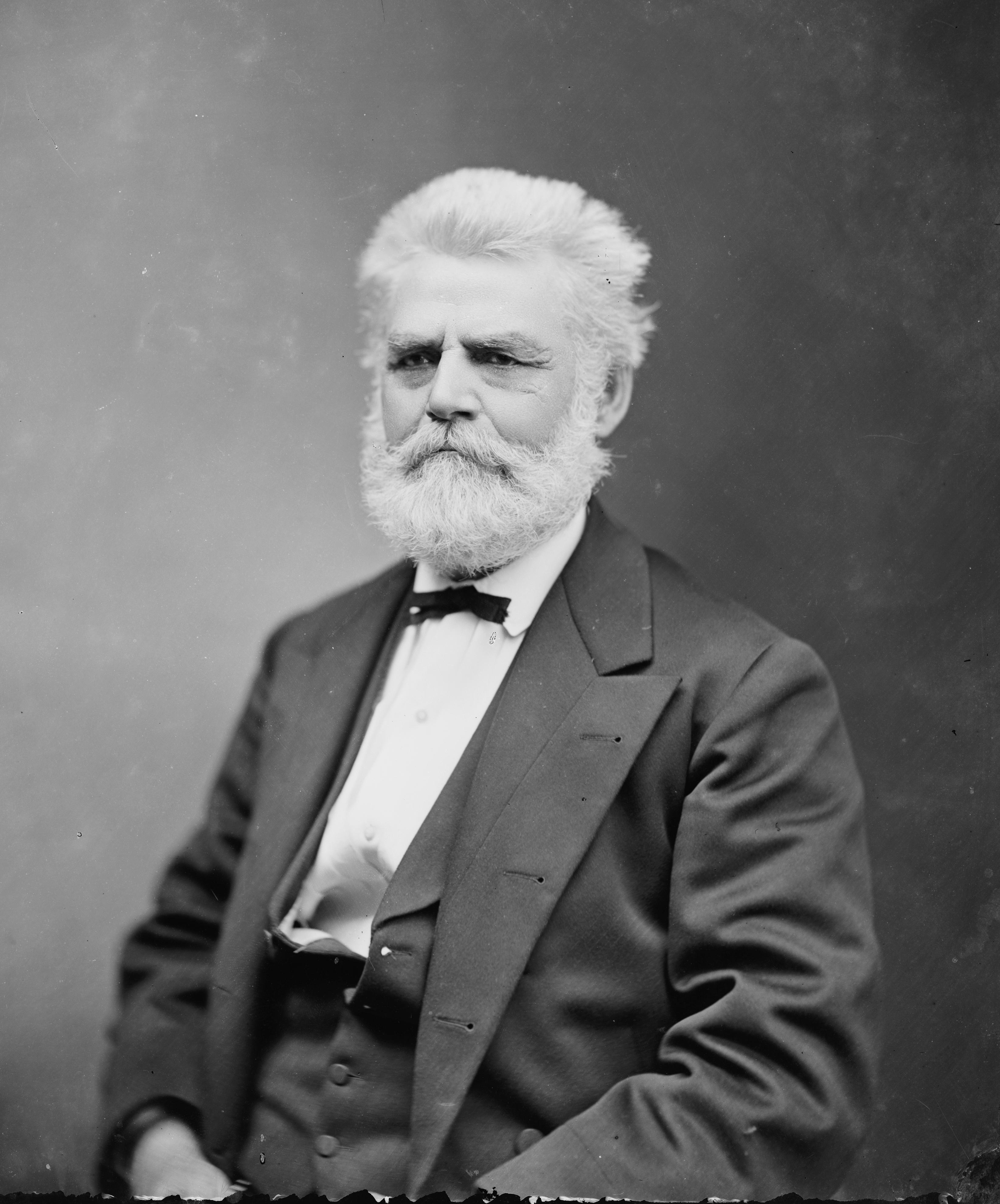
تصویر دیوید آرمسترانگ

دیوید آرمسترانگ (به انگلیسی: David Armstrong) بازیکن فوتبال زادهٔ ۲۶ دسامبر ۱۹۵۴ اهل کشور انگلستان که سابقهٔ بازی در تیم ملی فوتبال انگلستان را در کارنامهٔ خود دارد. وی در تاریخ ۳۱ مه ۱۹۸۰ نخستین بازی ملی خود را در مقابل تیم ملی فوتبال استرالیا انجام داد و با حضور در ۳ بازی ملی، در تاریخ ۲ مه ۱۹۸۴ واپسین بازی ملی‌اش را در برابر تیم ملی فوتبال ولز برگزار کرد.